# Benay

Benay este o comună în departamentul Aisne din nordul Franței. În 1 ianuarie 2022 avea o populație de 188 de locuitori.